# 45-я армия военно-воздушных сил и противовоздушной обороны
45-я армия ВВС и ПВО (45 А ВВС и ПВО) — оперативное объединение  в составе Северного флота. Преемник морской авиации Северного флота.

## История
45-я армия ВВС и ПВО Северного Флота (войсковая часть 06351) сформирована в декабре 2015 года на основе распоряжения Президента РФ в целях усилению системы контроля воздушной обстановки в Арктической зоне.
Палубная авиация 45-й армии ВВС и ПВО принимала участие в военной операции России в Сирии. С ноября по декабрь 2016 года, с борта тяжёлого авианесущего крейсера «Адмирал Флота Советского Союза Кузнецов», лётчики выполнили 420 боевых вылетов, 750 вылетов для выполнения задач поисково-спасательного и авиационно-транспортного обеспечения. Уничтожено более 1000 объектов террористов.
Штаб расположен в г. Североморск. Армия входит в состав объединённого стратегического командования «Северный флот».
В 2023 году из состава армии выделен Смешанный авиационный корпус Северного флота. Остальные части будут переведены в состав объединения ВВС и ПВО Ленинградского военного округа.

## Состав

### 2023 год

#### Штаб, в/ч 06351 (г. Североморск, пгт.Сафоново)
- Смешанный авиационный корпус Северного флота:
  - 3-я дивизия ПВО
    - 33-й зенитный ракетный полк, в/ч 23662 (аэродром Рогачёво, Новая Земля):[1] — 2 дивизиона по 12 ед. ЗРК С-300ПМ , 1 дивизион по 12 ед. ЗРК С-400
    - 414-й гвардейский зенитный ракетный Брестский Краснознамённый полк (Тикси, Республика Саха) (2 дивизиона С-300ПС)
    - Н-й зенитный ракетный полк (п. Диксон) (планируется после 2020 года)

  - 100-й отдельный корабельный истребительный авиационный полк, в/ч 61287 (п. Североморск, аэродром Североморск-3, Мурманская обл.): МиГ-29К, МиГ-29КУБ
  - 279-й отдельный корабельный истребительный авиационный Смоленский Краснознамённый полк имени дважды Героя Советского Союза Б. Ф. Сафонова, в/ч 98613 (п. Североморск, аэродром Северомоск-3, Мурманская обл.): Су-33, Су-30СМ, Су-25УТГ
  - 403-й отдельный смешанный авиационный полк, в/ч 49324 (г. Североморск, аэродром Североморск-1, Мурманская обл.): Ил-38, Ил-20РТ, Ил-22М, Ан-12, Ан-26, Ту-134[4]
    - противолодочная авиационная эскадрилья дальнего действия, в/ч 49324-к (п. Федотово, аэродром Кипелово, Вологодская обл.): Ту-142МР, Ту-142МК[5]

  - 830-й отдельный корабельный противолодочный вертолётный полк, в/ч 87268 (г. Североморск, аэродром Североморск-1, Мурманская обл.): Ка-27, Ка-29, Ка-31[4]
  - 216-й полк БПЛА (г. Североморск, аэродром Североморск-1, Мурманская обл.)
  - авиационная комендатура (Архангельская область, архипелаг Новая Земля, п. Рогачево, аэродром Амдерма-2).
  - авиационная комендатура (архипелаг Земля Франца-Иосифа, остров Земля Александры, аэродром Нагурское).
  - авиационная комендатура (архипелаг Северная Земля, остров Средний,аэродром Средний).
  - авиационная комендатура (архипелаг Новосибирских островов, остров Котельный, аэродром Темп).

## Будут переведены в состав объединения ВВС и ПВОЛенинградского военного округа
- 1-я дивизия ПВО, в/ч 03123 (г. Североморск)[1]:
  - 531-й гвардейский зенитный ракетный Невельско-Берлинский ордена Ленина, Краснознамённый, орденов Суворова, Кутузова и Богдана Хмельницкого полк,  в/ч 70148 (Мурманская обл., г. Полярный):[1]- управление, АКП, 2 дивизиона по 12 ед. ПУ ЗРК С-400, 1 дивизион 6 ед. ЗРПК 96К6  «Панцирь-С1»
  - 583-й зенитный ракетный Краснознамённый полк, в/ч 36226 (Мурманская обл., г. Оленегорск.):[1]
- управление, АКП, 2 дивизиона (12 ед. ПУ ЗРК С-300ПМ, 12 ед. ПУ ЗРК С-300ПС);
  - 1528-й зенитный ракетный ордена Красной Звезды полк, в/ч 92485 (Архангельская обл., г. Северодвинск):[1]
- управление, АКП, 3 дивизиона по 12 ед. ЗРК С-300ПС. На 2018 год запланирована поставка одного дивизиона (8 ПУ) ЗРК С-400;
  - 331-й радиотехнический полк, в/ч 36138 (г. Североморск, пос. Щукозеро);
  - 332-й радиотехнический полк, в/ч 21514 (г. Архангельск)[1]
  - 223-й узел связи, в/ч 03122, (Мурманская обл., г. Североморск);
  - 877-й пункт наведения авиации, в/ч 92603 (Мурманская обл., г. Заполярный);
  - 1539-й отдельный радиорелейный батальон, в/ч 03777 (Мурманская обл., г. Североморск);
- 98-й отдельный гвардейский смешанный авиационный Висленский Краснознамённый, ордена Кутузова полк, в/ч 75385: аэродром Мончегорск: 12 Су-24М, 12 Су-24МР[6]
- 89-е отдельное авиационное звено (г. Архангельск, аэропорт Талаги): 2 ед. Ан-26, 2 ед. Ми-8МТВ-5

## Командующий
- генерал-лейтенант Александр Отрощенко (2015 — 2024)